# Gianluca Pollefliet
Gianluca Pollefliet, né le 28 janvier 2002 à Bornem, est un coureur cycliste belge. Il court sur piste et sur route.

## Biographie
Plus jeune, Gianluca Pollefliet pratique le BMX avec succès. Il commence ensuite à se consacrer au cyclisme sur route et au cyclisme sur piste à dix-sept ans, en catégorie junior (moins de 19 ans),.
En novembre 2023, Decathlon AG2R La Mondiale annonce le recrutement de Pollefliet pour trois saisons.

## Palmarès sur route

### Par année
- 2021
  - 3e du championnat de Flandre-Orientale sur route espoirs
- 2022
  - 1re étape du H4a Beloftenweekend
  - 1re étape du Tour Alsace (contre-la-montre par équipes)
  - 3e étape du Tour de Flandre-Orientale
  - 2e du Grand Prix de Lillers-Souvenir Bruno Comini
  - 2e de Bruxelles-Zepperen
- 2023
  - Circuit Het Nieuwsblad espoirs
  - Mémorial Philippe Van Coningsloo
  - 2e du Dorpenomloop Rucphen
  - 2e de la Zuidkempense Pijl
  - 2e du Grand Prix Rik Van Looy
  - 3e du Youngster Coast Challenge

### Classements mondiaux
| Année                                 | 2021  | 2022  | 2023 | 2024 |
| ------------------------------------- | ----- | ----- | ---- | ---- |
| Classement mondial                    | 2706e | 1108e | 523e | 953e |
| UCI Europe Tour                       | 1768e | 785e  | nc   | nc   |
|                                       |       |       |      |      |
| Légende : nc = non classéSource : UCI |       |       |      |      |

## Palmarès sur piste

### Championnats d'Europe
| Édition / Épreuve     | Poursuite par équipes | Américaine | Course à l'élimination |
| Anadia 2022 (espoirs) | Argent                |            |                        |
| Granges 2023          | 5e                    |            |                        |
| Anadia 2023 (espoirs) | Bronze                | Argent     | Argent                 |

### Championnats nationaux
- 2018
  - 2e du championnat de Belgique de keirin juniors
  - 3e du championnat de Belgique de vitesse juniors
- 2023
  - 2e de l'américaine
  - 2e du kilomètre
  - 3e de l'élimination